# 317809 Marot
317809 Marot este o planetă minoră (asteroid) din centura de asteroizi. A fost descoperită pe 24 septembrie 2003 la Saint-Sulpice de Observatoire de Saint-Sulpice⁠(d). 
Obiectul prezintă o orbită caracterizată de o semiaxă mare de 2,3532313421322 UAi, o excentricitate de 0,13, o înclinație de 2,1 ° în raport cu ecliptica.